# Matheysine
La Matheysine est une région naturelle de France du sud de l'Isère formée d'un plateau d'une altitude moyenne de 900 mètres entouré de montagnes correspondant à la partie occidentale du massif du Taillefer. Cette région, dont la localité principale est La Mure, dans la communauté de communes de la Matheysine, est délimitée à l'est par la vallée de la Roizonne et le col de La Morte, au sud par les vallées de la Bonne (Valbonnais) et du Drac, à l'ouest par la vallée du Drac et enfin au nord par la vallée de la Romanche.
Le sous-sol du plateau matheysin a longtemps fourni un excellent anthracite qui a fait la fortune de la ville de La Mure et entraîné une rapide urbanisation de son secteur. La région présente de nombreux attraits en raison de la présence de lacs, de forêts, de sommets enneigés et de sites historiques permettant d'assurer une certaine activité touristique.

## Toponymie
Les noms Mathaysana (XIe siècle) puis Mattacena (XIVe siècle) pouvant signifier Matta « être mouillé » ou « humide » et Cena « plateau », ont été tour à tour utilisés et enfin, Matassene (XVe siècle) puis Mataisine ou Matheysine. Les habitants sont dénommés les Matheysins.

## Géographie

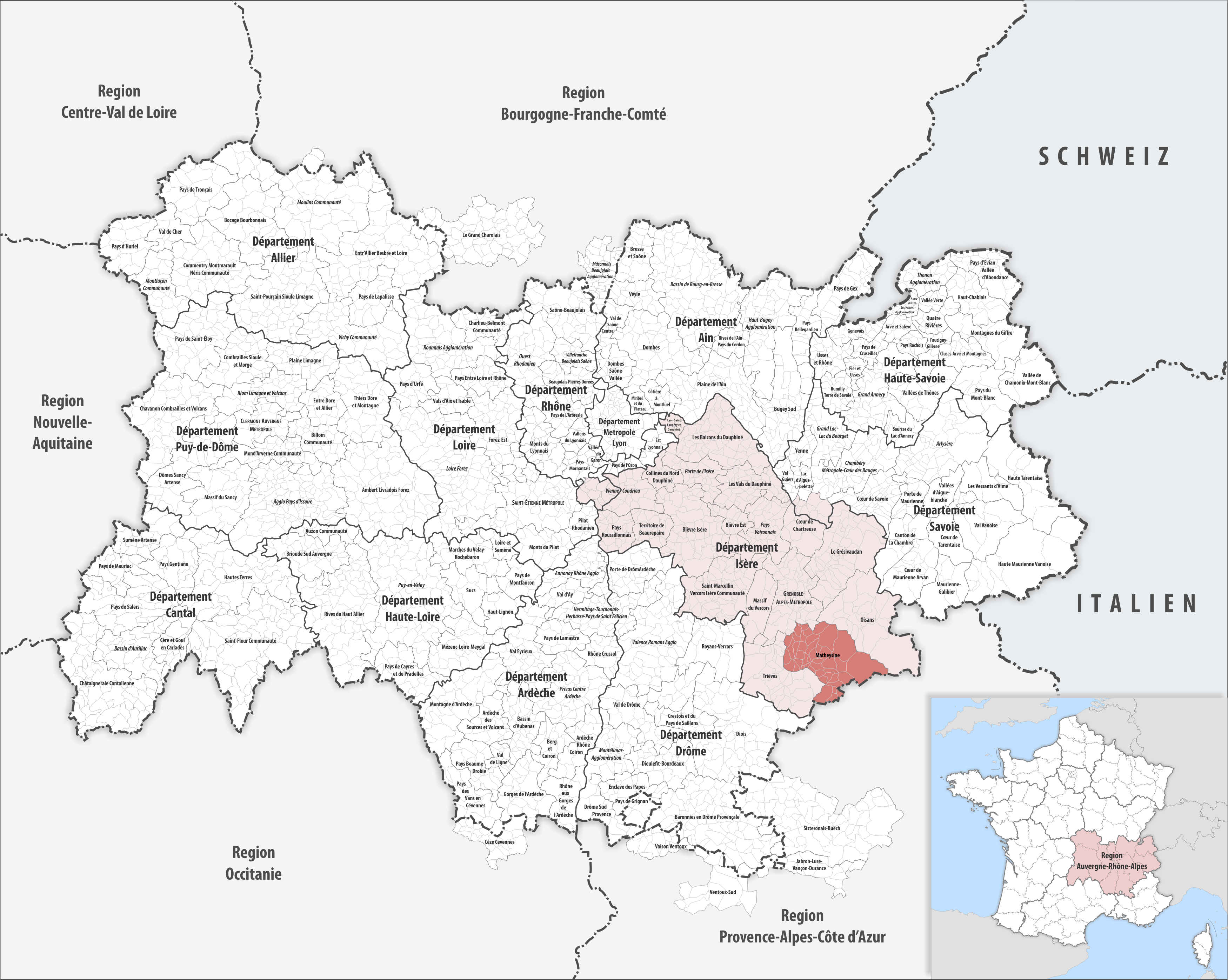
Situation de la Matheysine dans la région Auvergne-Rhône-Alpes.

### Situation
Situé dans la partie méridionale du territoire du département de l'Isère, à une trentaine de kilomètres au sud de Grenoble et à une cinquantaine de kilomètres au nord de Gap, cette région naturelle est composée de l'ancien canton de La Mure qui se situe dans la partie centrale du Dauphiné historique, chevauchant le 45e parallèle.

### Topographie
Le plateau de la Matheysine s'élève aux alentours de 900 m en moyenne au sein du massif du Taillefer.
Il s'étend sur un peu plus de 20 km du nord au sud et 13 km d'est en ouest. Le plateau est délimité à l'ouest et au sud par le Drac. C'est d'ailleurs ce torrent qui sépare la Matheysine du Trièves au sud, et de la vallée de la Gresse et du massif du Vercors à l'ouest. Au nord, la côte de Laffrey monte depuis Vizille dans la vallée de la Romanche (350 m). Du côté est, ce sont les sommets du Grand Serre (2 141 m) et du Tabor (2 389 m) qui séparent le canton de La Mure et celui de Valbonnais.
Hormis ces reliefs, le plateau est traversé du nord au sud par les sommets de la montagne du Conest (Peyrouse, Connex, où figure une des sept merveilles du Dauphiné : la Pierre Percée), et du Sénépy. Au pied de ceux-ci, toujours suivant la même orientation se trouvent les lacs de Laffrey (lac Mort, lac de Laffrey, lac de Pétichet et lac de Pierre-Châtel).

### Géologie
Le socle cristallin du plateau matheysin est un large couloir creusé et modelé au Quaternaire par les glaciers, mais également traversé par la faille de Pétichet et qui suit grossièrement le tracé de l'accident médian de la chaîne de Belledonne.
Les crêtes montagneuses du Conest (au nord-ouest) et du Sénépy (au sud-ouest) séparent ce plateau de la partie aval de la vallée du Drac. Ces chaînons sont eux-mêmes partagés tectoniquement par le chevauchement du Sénépy, accident orienté du nord vers le sud. Le chaînon du Grand Serre au nord-est et du Tabor au sud-est, ainsi que la vallée de la Roizonne, séparent le plateau du chaînon du Taillefer.

### Climat

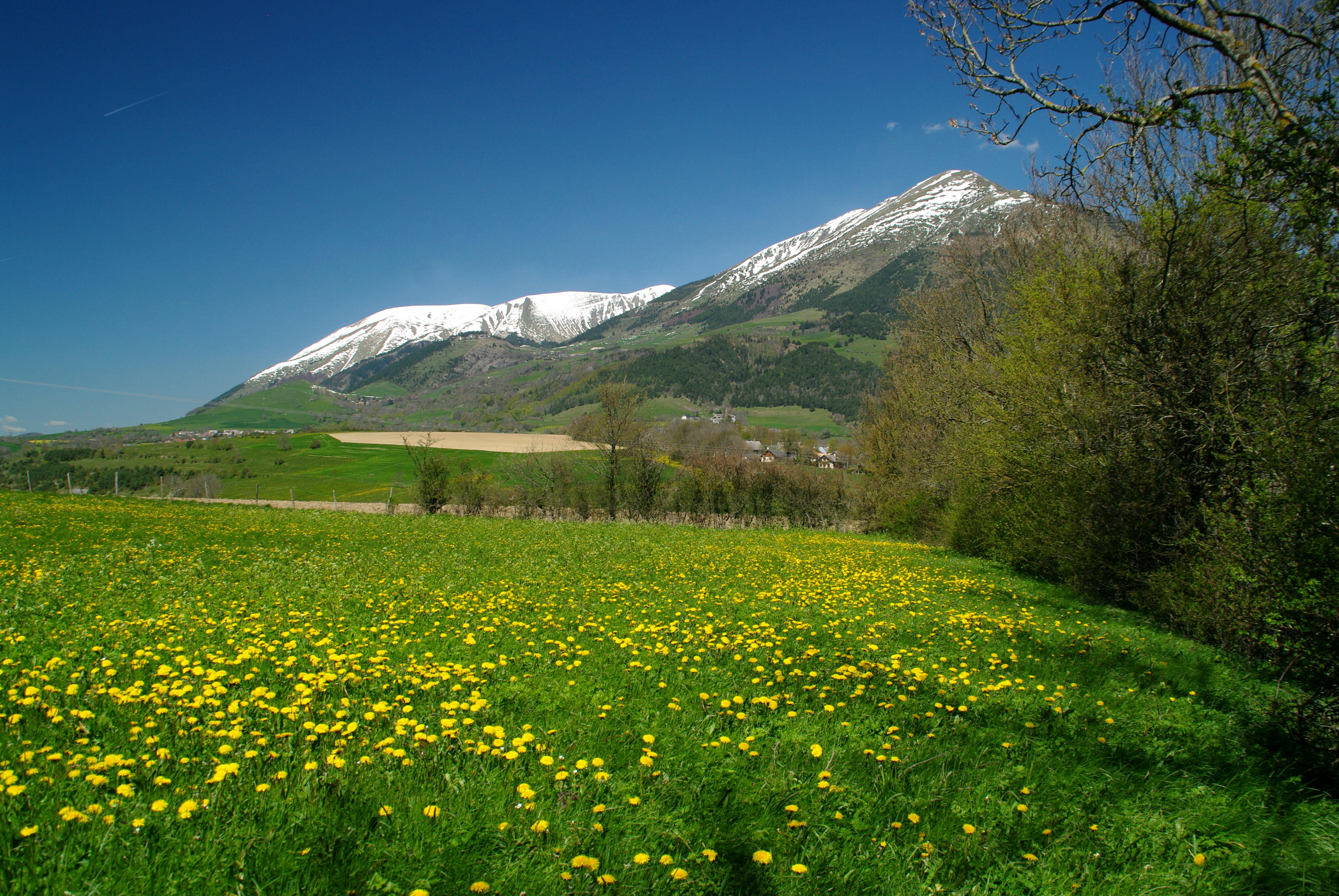
Printemps en Matheysine.

Ce plateau modelé au fil du temps par les glaciers, entouré de hauts massifs, est balayé par la bise (glaciale l'hiver, agréable l'été). L'hiver, la neige peut être abondante compte tenu de l'altitude. À cause de la présence de marécages (appelés les marais, vers 900 mètres d'altitude), les matinées d'hiver sont glaciales avec souvent de la brume. Les températures descendent en dessous de −13 °C tous les hivers et peuvent descendre en dessous de −20 °C mais rarement (−21 °C près des marais, le 30 décembre 2005 ; le record de température minimale est de −30 °C). Les lacs sont tout le temps gelés de janvier à mars certaines années.
En été, la température peut dépasser les 30 °C et frôler les 35 °C (le 13 août 2003). La température de l'eau des lacs est d'environ 18 à 20 °C en juillet.

## Histoire

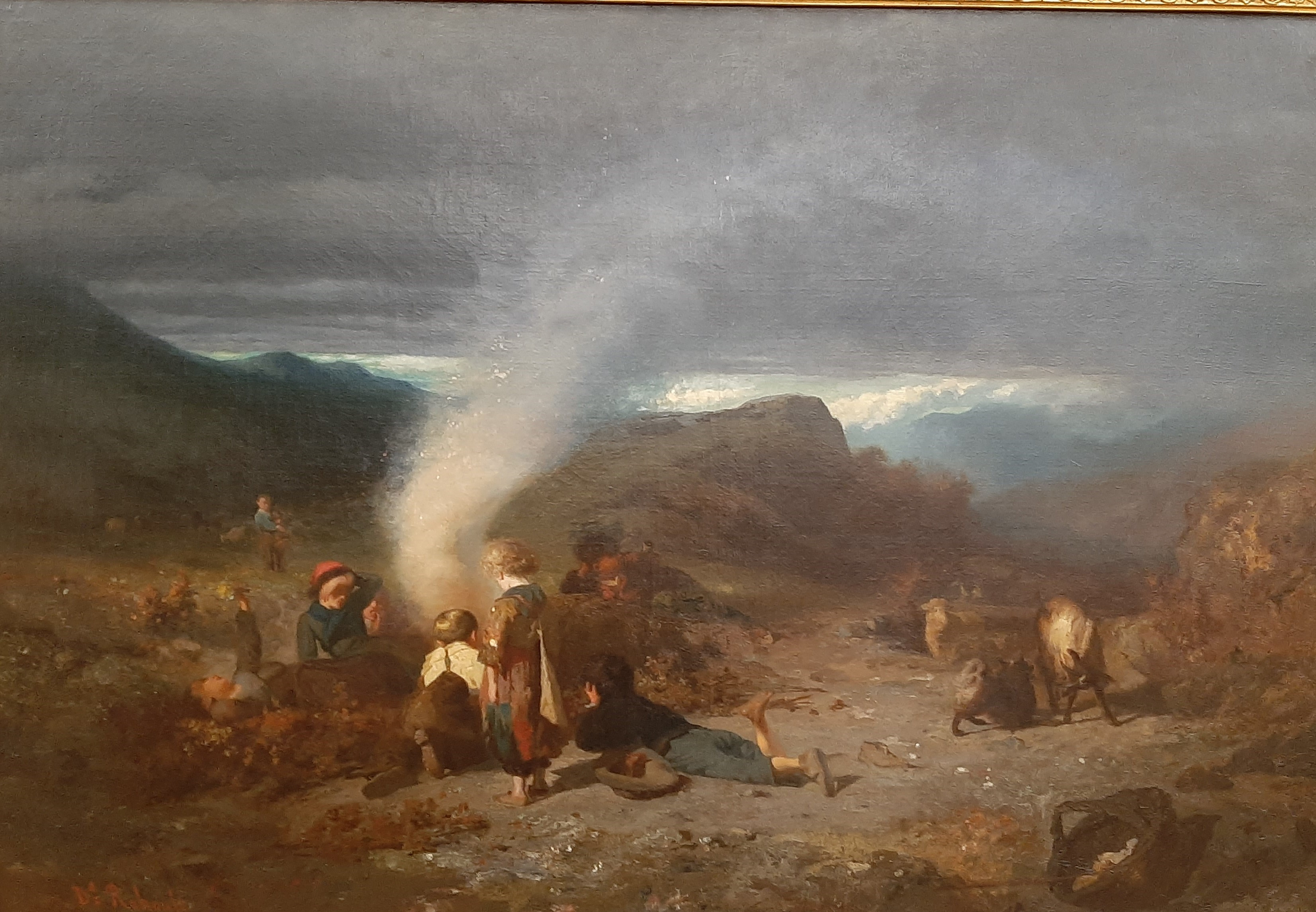
Novembre, souvenir, de la Matheysine, tableau par Diodore Rahoult, 1857, tableau au musée de Grenoble (MG 453).

### Description historique en 1810
« Mateysine. C'est une vallée très-élevée et très-froide ; elle commence au village de Laffrey et se termine au territoire du bourg de la Mure ; elle est dans la direction du nord au midi, de sorte que les vents du nord la parcourent librement dans le sens de sa longueur, c'est-à-dire pendant environ trois lieues. Ce qui contribue à la refroidir, ce sont trois lacs assez grands et presque contigus, qui occupent le fond de toute sa partie septentrionale. Sa température diffère tellement de celle des contrées voisines, que lorsqu'on passe dans les vallées limitrophes, soit au sud, soit au nord, soit à l'est, on s'aperçoit en moins de cinq minutes d'un changement très-sensible. Elle comprend les communes de Laffrey, Pierre-Châtelet, Ponsonnas, la Mure, Lamorte, etc. L'on peut considérer le Villard-Saint-Christophe comme une de ses dépendances, parce qu'il n'en est séparé que par une colline peu considérable. La Mateysine est limitée dans sa largeur par des montagnes assez élevées. À l'extrémité nord, on l'a dit, elle n'a aucun abri contre le vent. La commune de Laffrey est élevée de 925 mètres au-dessus du niveau de la mer. Nous n'avons pu découvrir l'étymologie du mot Mateysine. Les habitants de ces cantons sont surnommés vulgairement les Chats, parce que, dit-on, lorsque l'inondation de 1219 eut détruit la plupart des titres des seigneurs, déposés à la Chambre des comptes du Dauphiné, ils refusèrent de souscrire de nouvelles reconnaissances. Ce surnom aurait-il donné lieu à la dénomination de Mateysine ? nous l'ignorons. »
— Jacques-Joseph Champollion-Figeac, Extrait de l'Annuaire du Département de l'Isère, années 1811 et 1812, Rapport rédigé en 1810, sur la demande de Joseph Fourier, préfet de l'Isère, pour être adressé au ministre de l'intérieur

### NapoléonIeren Matheysine
La route alpine qu'emprunte Napoléon Ier en 1815, lors de son retour de l'île d'Elbe, après son débarquement à Juan-les-Pins, traverse tout le plateau matheysin selon un axe nord-sud. La rencontre entre les troupes de l'empereur, (1 100 hommes, 3 généraux) et l'armée royale venue pour l'arrêter, se déroule dans une prairie du sud de Laffrey, à l'endroit désormais dénommé « prairie de la Rencontre ». Une statue équestre de Napoléon rappelle l'événement.

### L'exploitation minière
L'histoire de la Matheysine est fortement marquée par la houille de très bonne qualité (anthracite) qui a fait la renommée de la région. L'exploitation n'a cessé de croître au cours du XIXe siècle et dans la première moitié du XXe siècle pour atteindre en 1966 le maximum de production de 791 000 tonnes. Comme pour les autres gisements français, le coût d'exploitation n'étant pas compétitif en comparaison des charbons étrangers, la mine a été définitivement fermée en 1997.

## Économie locale et activités
La Matheysine est actuellement une zone en reconversion depuis le déclin programmé, puis la disparition, de l'activité minière sur le plateau. L'artisanat local et le commerce tentent de redonner un souffle à la région et d'enrayer l'exode rural. Deux zones d'activité commerciale et industrielle sont installées au nord de la Mure en bordure de la route nationale. En 2023, une usine de recyclage de panneaux photovoltaïques s'est installée à Saint-Honoré.

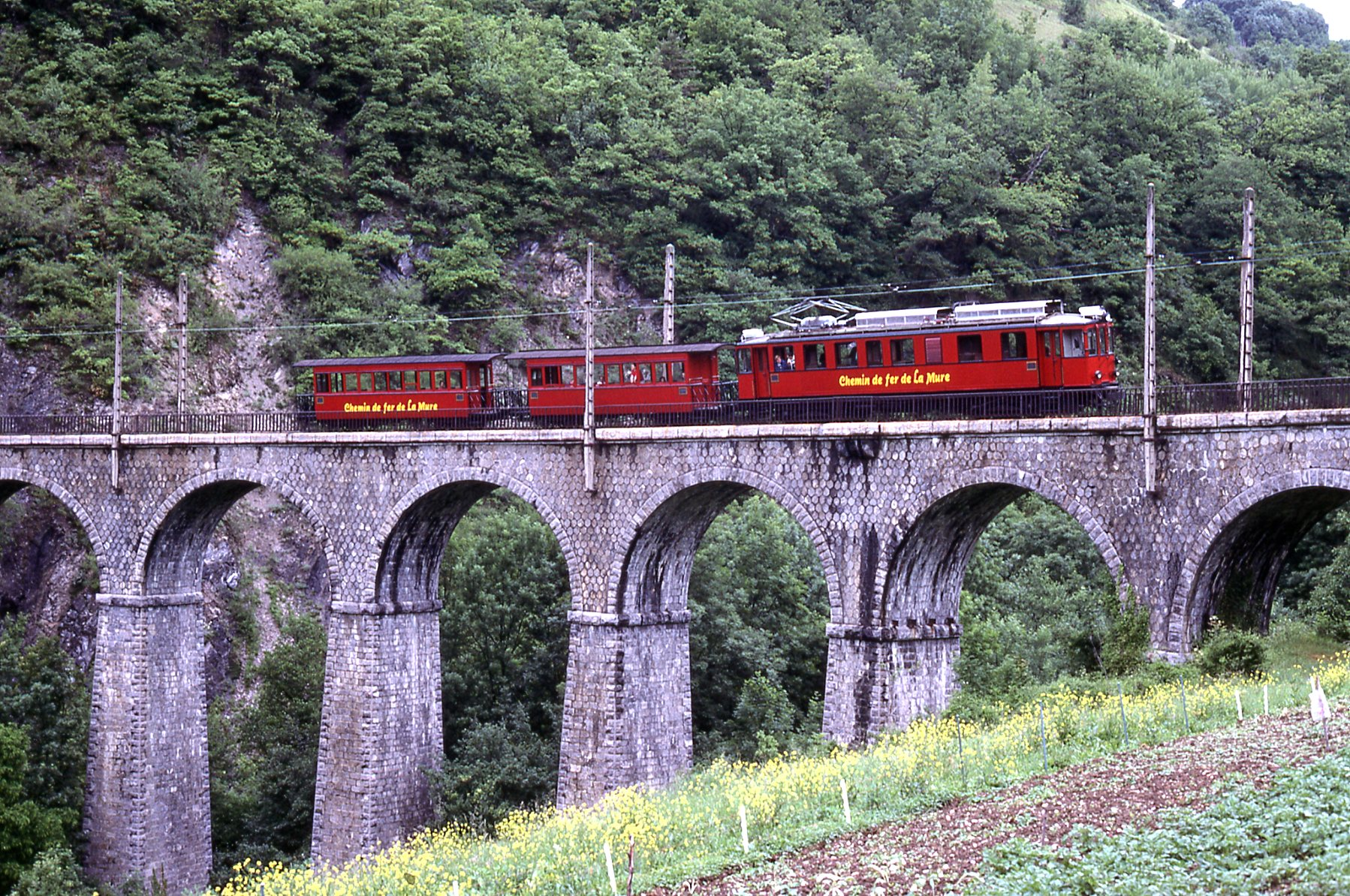
Le « petit train de la Mure » sur le viaduc de Vaulx.

Sur le plan touristique, un petit train emprunte (en saison d'été seulement) la ligne d'un ancien train minier qui descendait le charbon de La Mure à Saint-Georges-de-Commiers, au pied du plateau matheysin. La ligne, à voie métrique, électrifiée en 1906, fut longtemps une des curiosités les plus visitées du département mais, en raison d'un important éboulement de roches sur la voie dans la basse vallée du Drac, elle a été fermée de 2010 à 2021. Après rénovation complète, l'exploitation touristique a repris entre la Mure et un belvédère sur les gorges du Drac.
Un domaine permettant la pratique du ski alpin est installé à l'extrémité nord du plateau : l'Alpe du Grand Serre. La station, qui compte plus de 55 km de pistes balisées, est située au col de La Morte, entre la vallée de la Romanche et celle de la Roizonne. Elle était reliée à la station de Saint-Honoré 1500 jusqu'à la fermeture de celle-ci en 2003.

## Patrimoine et culture locale

### Patrimoine architectural
Le plateau ne compte qu'un seul monument classé puis inscrit aux monuments historiques, l'église Saint-Jean-Baptiste de Mayres, situé sur le territoire de la commune de Mayres-Savel.
La halle de La Mure, datant du XIIIe siècle, la chapelle Sainte-Anne de Valjouffrey, l'église Saint-Pierre d'Oris-en-Rattier, ainsi que le site minier du Villaret situé à Susville et celui du puits des Rioux situé à Prunières, sont labellisés « Patrimoine en Isère ».
Entaillé par de nombreux cours d'eau qui ont creusé de profondes gorges, le plateau compte de nombreux ouvrages routiers ou ferroviaires conçus par le génie civil au début du XXe siècle, notamment le viaduc de la Roizonne et le viaduc de la Bonne.

### Patrimoine naturel

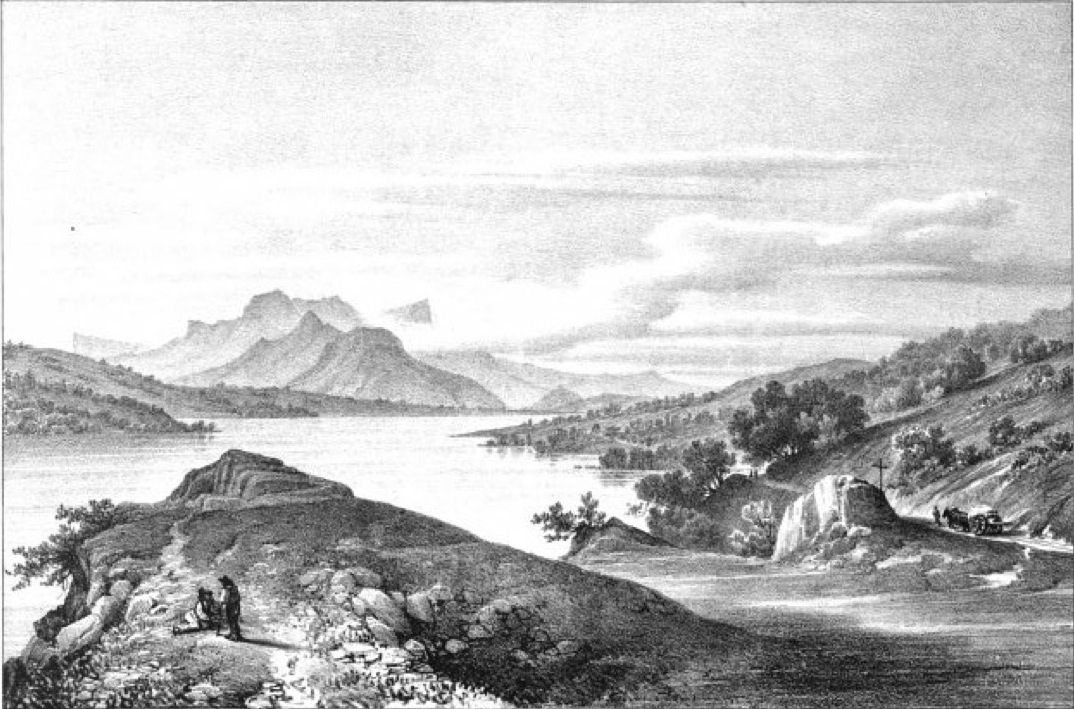
Grand lac de Laffrey au XIXe siècle.

Une des sept merveilles du Dauphiné, la Pierre Percée, arche naturelle située sur la commune de Pierre-Châtel, domine le plateau depuis le sommet de la colline des Creys.
Dénommée autrefois « Roche Percée », « Pierre Pertuisade » ou « Pierre Pertuisée », une légende, rapportée par Pierre Berthier (auteur d'un Historique du canton de La Mure) prétend qu'il s'agirait de la pétrification du corps d'un serviteur du Diable, nommé « Folaton », mythe évoqué dans un ouvrage de Gabrielle Sentis, La légende dorée du Dauphiné.
Quatre lacs, tous d'origine glaciaire, parsèment la surface du plateau matheysin. Le plus grand d'entre eux, dénommé le « grand lac de Laffrey », d'une superficie de 120 hectares attire de nombreux touristes.

### Patrimoine culturel et artistique

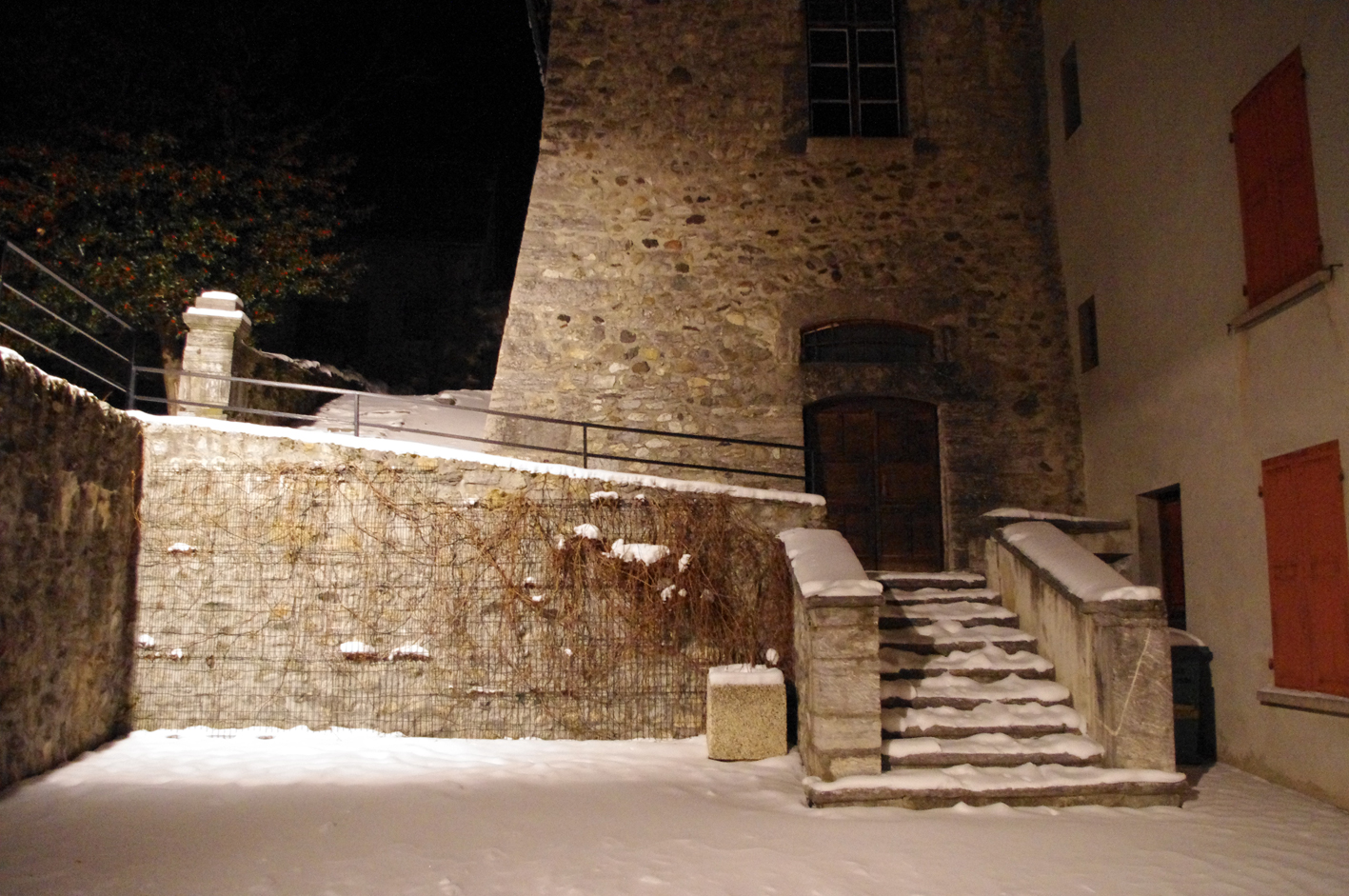
Cour du musée Matheysin.

Le musée matheysin est situé dans la Maison Caral depuis 1994, un des plus vieux bâtiments de la ville de La Mure, remontant au XIIe siècle. L'édifice abrite de nombreuses collections en lien direct avec La Mure, le plateau matheysin et ses alentours.
La Mine image est une ancienne mine aménagée en musée, afin d'évoquer le travail des mineurs de fonds et l'histoire des mines d'anthracite du plateau matheysin.
La statue équestre de Napoléon, réalisée par Emmanuel Frémiet, est installée depuis 1929 dans la « prairie de la Rencontre », au bord du lac de Laffrey. Auparavant, elle se trouvait au centre de Grenoble, sur la place de la Constitution, rebaptisée place de Verdun, après la Première Guerre mondiale.
La maison d'Olivier Messiaen, située au bord du lac de Laffrey sur le territoire de la commune de Saint-Théoffrey, rappelle la présence du compositeur lorsqu'il voulait échapper au monde de la ville entre 1936 et 1991. Il jouait régulièrement de l'harmonium à l'église de Saint-Théoffrey qu'il a contribué à restaurer. Le compositeur repose aujourd’hui dans le cimetière de la commune, où sa stèle en forme d'oiseau stylisé en marbre blanc de Carrare, porte, gravé en caractères d’or, un extrait de son œuvre Harawi.

### Patrimoine et traditions orales
Comme son voisin occidental, le Trièves, la Matheysine se situe dans la partie méridionale du département de l'Isère et donc dans le secteur septentrional de la zone du vivaro-alpin, dialecte de l'occitan parlé dans les Alpes méridionales. Ce territoire se situe donc à la limite méridionale sud de la zone des parlers dauphinois, laquelle appartient au domaine linguistique du francoprovençal ou arpitan et dont il subit l'influence.
Le vivaro-alpin a longtemps été considéré comme un sous-dialecte du provençal, sous l'appellation « provençal alpin » voire « nord-provençal » ou gavot. Son extension dans le Sud du Dauphiné lui a aussi valu l'appellation de dauphinois. L'UNESCO le classe « en danger » dans son Atlas des langues en danger dans le monde.

### Patrimoine gastronomique

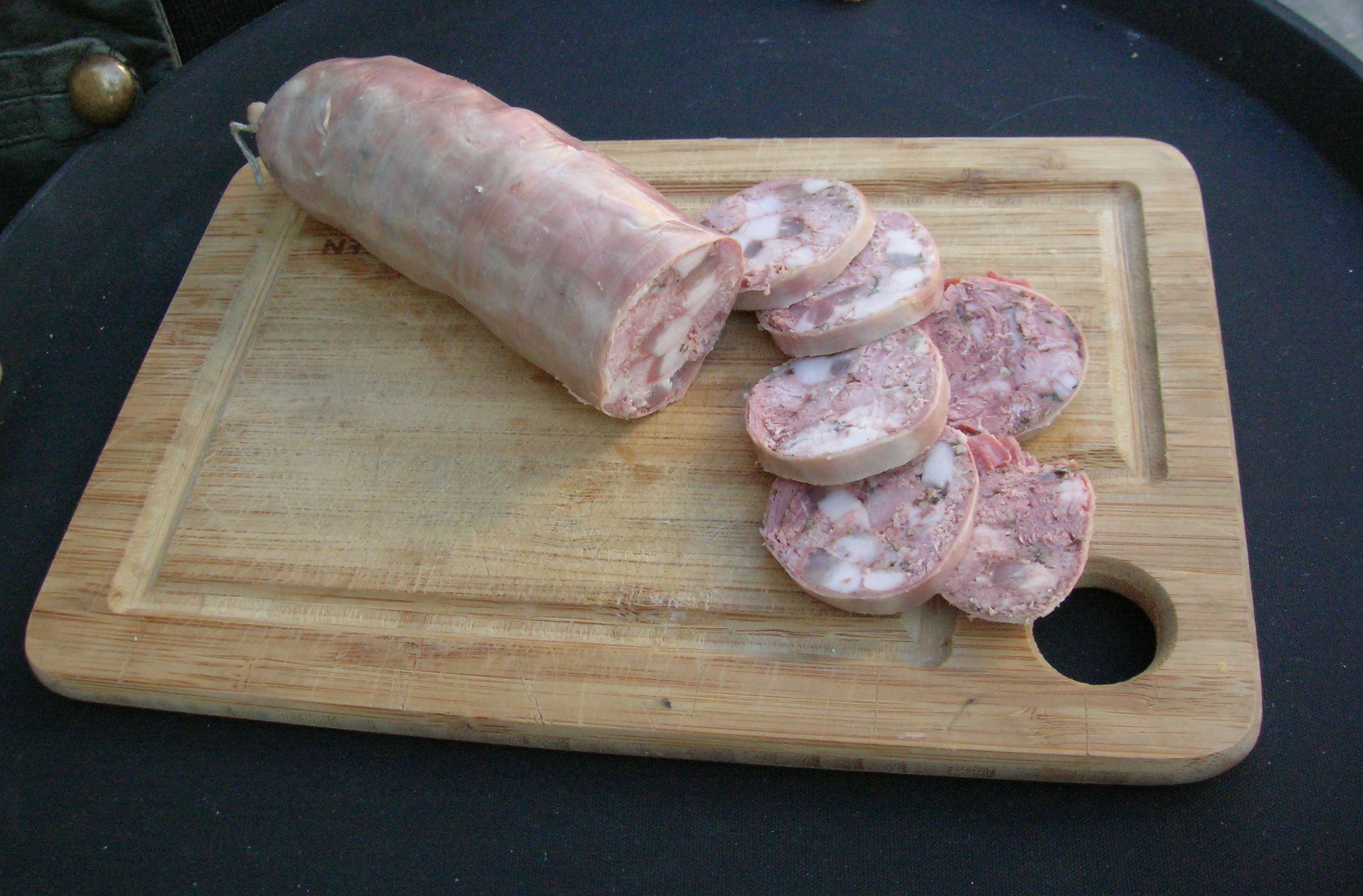
Le murçon, spécialité charcutière de la Matheysine.

Le murçon (ou murson) est une spécialité charcutière de la région ; ce gros saucisson, souvent aromatisé au carvi, est généralement servi accompagné de pommes de terre. Les Oreilles d'âne, spécialité issue de la région voisine du Valgaudemar, le brouqueton et le tourton, issus d'une autre région proche (le Champsaur), se retrouvent également dans les assiettes des restaurants matheysins. Il existe également une tourte fabriquée dans la région et dénommée la tourte muroise.

### La Matheysine dans les arts
Le pont de Ponsonnas, village de la communauté de communes de la Matheysine abrite un site de saut à l'élastique évalué à 103 mètres de hauteur. Ce site a été investi par l'équipe de tournage de La Petite Chartreuse pour la séquence de saut à l'élastique du film.